# 辻つとむ
辻 つとむ（つじ つとむ、1956年5月12日 - ）は、日本の男性俳優、声優。東京都出身。宝井プロジェクト所属。

## 人物
以前は劇団昴、優企画に所属していた。
特技は剣道、卓球、水泳、サッカー、テニス。

## 出演作品

### テレビドラマ
- 悪霊島
- 山河燃ゆ（1984年、NHK大河ドラマ） - 週番士官 役
- 誇りの報酬 第28話「友は湖に消えた」（1986年、NTV / 東宝） - エリカ商事構成員 役
- 特捜エクシードラフト 第19、20話（1992年、テレビ朝日） - 会田タカシ 役
- はぐれ刑事純情派 第12シリーズ 第26話「安浦刑事祭り太鼓を打つ！喪服の女」（1999年、テレビ朝日） - 倉嶌誠一 役
- 弁護士高見沢響子（2002年、TBS）
- S -最後の警官-（2014年、TBS） - 大井川武敏 役
- 相棒 season13 第10話（2014年、テレビ朝日） - 天沢大二郎 役
- スペシャリスト 第2話（2016年、テレビ朝日） - 板野朋之 役
- 警視長・捜査一課長 Season 3 第1話（2018年、テレビ朝日） - 18年前の警視庁の上官 役
- 暴太郎戦隊ドンブラザーズ（2022年、テレビ朝日） - 吉良きららの祖父 役
- ダブルチート 偽りの警官 Season1 第5話（2024年5月24日、テレビ東京・WOWOW） - 西村幸夫 役[5]

### 映画
- オキナワの少年（1983年）
- アウトレイジ（2010年） - 刑事 役
- 踊る大捜査線 THE MOVIE 3 ヤツらを解放せよ!（2010年）

### 舞台
- 億萬長者夫人
- 怒りの葡萄
- ナイチンゲールではなく
- 熱いトタン屋根の上の猫
- アルジャーノンに花束を

### テレビアニメ
- ロビンフッドの大冒険（1990年、NHK衛星第2テレビ） - ランカー 役[1]
- シンデレラ物語（1996年、NHK衛星第2テレビ） - ワンダ 役
- EAT-MAN（1997年、テレビ東京） - タグ 役
- ネクスト戦記EHRGEIZ（1997年、テレビ東京） - 治安局MV部隊長 役
- どっきりドクター（1998年、フジテレビ） - 相撲部員 役
- GTO（1999年、フジテレビ） - 山王丸浩司〈3話 - 4話代役〉、教師 役
- 名探偵コナン（1999年、読売テレビ） - 浅間安治 役
- ブギーポップは笑わない Boogiepop Phantom（2000年、テレビ東京） - 及川達朗 役
- マイアミ☆ガンズ（2000年、毎日放送） - ブルース辻 役
- グラップラー刃牙（2001年、コジュシャーキン）
- 仰天人間バトシーラー（2001年、テレビ東京） - サスライオン / オハライオン 役
- サイボーグ009 THE CYBORG SOLDIER（2001年、テレビ東京） - 消防士隊長 役
- 探偵学園Q（2003年、TBSテレビ） - 村野一郎 役
- TEXHNOLYZE（2003年、フジテレビ） - 男A、男C 役
- 人間交差点（2003年、テレビ東京） - 若林利夫 役
- ファンタジックチルドレン（2004年、テレビ東京） - ルーゲン博士 役
- BLOOD+（2005年、毎日放送） - 在沖米司令 役
- SoltyRei（2005年 - 2006年、テレビ朝日） - グレイ・ワッカー 役
- ロミオ×ジュリエット（2007年、中部日本放送） - リューバ商人 役
- 神霊狩/GHOST HOUND（2007年、WOWOW） - 田代信三郎 役

### OVA
- マグマ大使（1992年 - 1993年、バンダイビジュアル） - 今井和夫 役

### 吹き替え

#### 映画（吹き替え）
- アーネスト式プロポーズ（レイン〈エドワード・フォックス〉）
- イーオン・フラックス
- イン・ザ・ベッドルーム
- ウインドトーカーズ（軍医）※ビデオ版
- キャノンズ（白ウサギ）※ビデオ版
- キャンディマン
- キングコング ※テレビ朝日新録版
- クイック&デッド※ビデオ版
- グリーンマイル（ビル・ダッジ）※ビデオ版
- 激流（テリー〈ジョン・C・ライリー〉）※テレビ朝日版
- コールド・ブラッド/殺しの紋章（ラルフィー）
- サイキック・ターゲット
- ザ・クライアント 依頼人（ラリー・トルーマン〈アンソニー・ヒールド〉、廷吏）※ソフト版
- ザ・ファントム/地獄のヒーロー4
- ジェイコブス・ラダー（ポール〈プルイット・テイラー・ヴィンス〉）※ビデオ版
- ジェロニモ
- 死の標的 ※DVD版
- ジム・キャリーのエースにおまかせ!
- シャレード
- ジョーイ/小さな冒険者
- ステップフォード・ワイフ
- 戦慄のストーカー/ある女子学生の場合（ジェリー）
- ターミネーター ※テレビ東京版
- 多重人格（ボイル刑事）
- ダニエル・スティール/ある愛のかたち（ジェフリー・フィールズ〈レックス・スミス〉）※テレビ東京版
- ダンス・ウィズ・ウルブズ ※テレビ朝日版
- 沈黙のジェラシー
- デス・ハント（ルイス〈レン・レッサー〉、馭者）※フジテレビ版
- トーク・レディオ ※TBS版
- ハードジャッカー/標高10,000フィートの死闘!（クラフト〈アレックス・ディアカン〉）
- ハートブレイク・リッジ 勝利の戦場 ※テレビ朝日版
- バックラッシュ（同僚の鉱員）
- バットマン リターンズ ※ビデオ版
- バグズ・ライフ
- フランケンシュタイン
- F.L.E.D./フレッド（ハーブ・フォスター）
- ホワイト・オランダー（バリー〈ビリー・コノリー〉）
- マスターズ/超空の覇者
- メン・イン・ブラック（ジェイナス〈フレドリック・レーン〉）※ソフト版
- 山猫は眠らない ※テレビ東京（DVD収録）版
- ライラにお手あげ
- ラストゲーム（ババ〈ビル・ナン〉）
- ロマンシング・アドベンチャー/キング・ソロモンの秘宝 ※テレビ東京版

#### ドラマ
- WITHOUT A TRACE/FBI 失踪者を追え!シリーズ
  - WITHOUT A TRACE/FBI 失踪者を追え!3 第14話（トム）
- ER緊急救命室シリーズ
  - シーズン4 #8（コットマイヤー〈ポール・クレッペル〉）
  - シーズン6 #15（パース〈クリストファー・リッチ〉）
  - シーズン7 #12（ミッチェル）、#22（ナポリタナ〈ピーター・オノラティ〉）
  - シーズン8（アルジャー〈ジム・ジェンキンズ〉）
  - シーズン9 #3（警備部長〈ケン・マギー〉）、#10（シンプキンス）
  - シーズン10 #5（カイル〈ダニエル・ローバック〉）
  - シーズン11 #11（ラリー〈トム・マクライスター〉）
  - シーズン13 #6（電気技師〈マーク・アンキニー〉）
- 刑事ヴァランダー3 白夜の戦慄（リンデマン）
- ボードウォーク・エンパイア 欲望の街
- 名探偵ポワロ オリエント急行の殺人（エドワード・マスターマン〈ヒュー・ボネヴィル〉）
- 名探偵モンクシリーズ
  - 名探偵モンク3 第45話
  - 名探偵モンク4 第1話
  - 名探偵モンク6 第10話

#### アニメ
- ピーター・パン2 ネバーランドの秘密（2002年）
- ミュータント・タートルズ（1991年、トラーグ総司令）※東和ビデオ版

### CM
- INAX くるりんポイ排水口（2007年）※ 元井須美子・森田浩一郎と共演